# 實質大使館

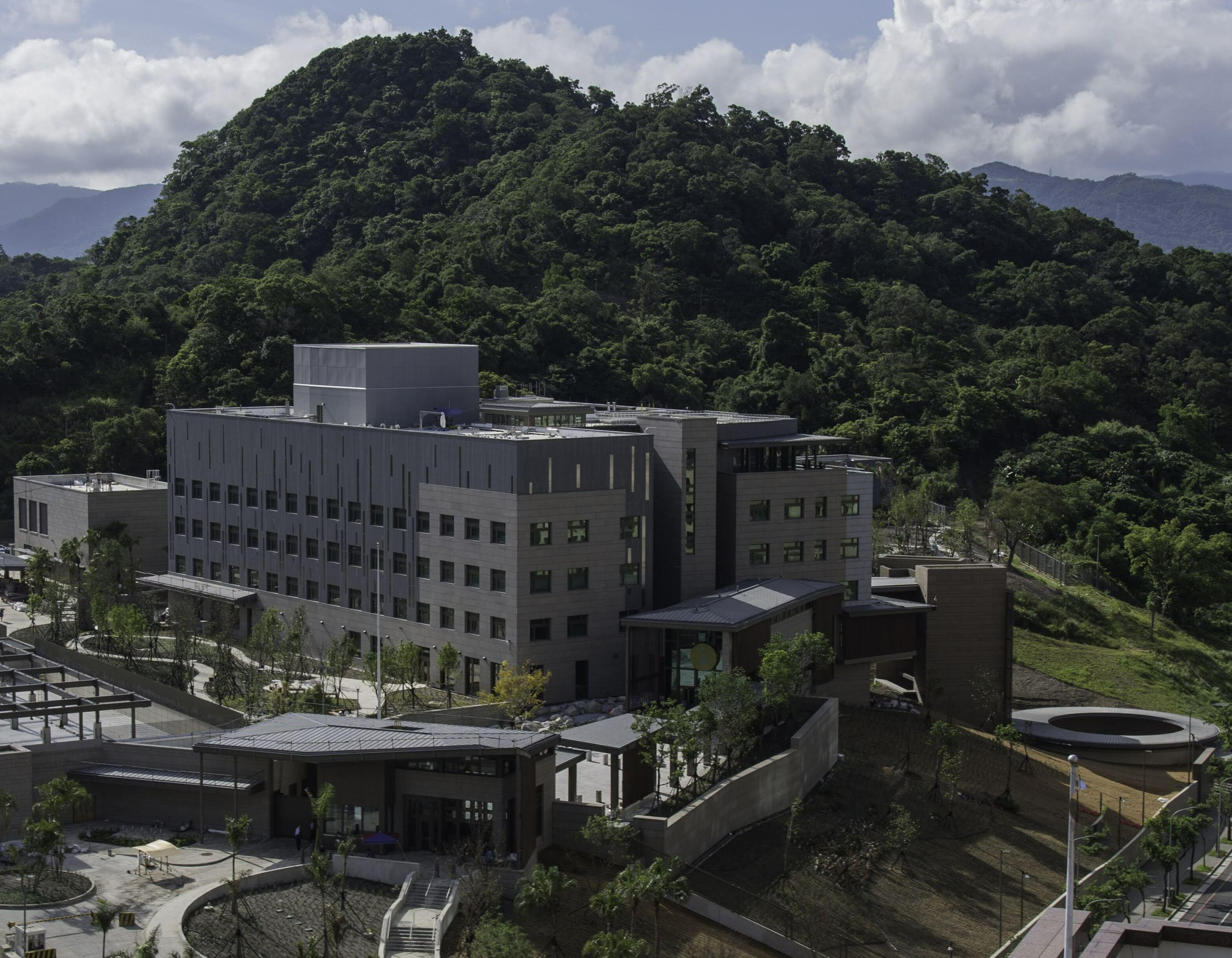
位於臺北的美國在台協會，是美國駐在臺灣的實質大使館

實質大使館（英語：de facto embassy）是某些國家之間因無正式外交關係，又或一政治實體不受駐在國外交承认而無法設立大使館，因之另以民間機構的名義設立事實上（拉丁語：de facto）的非正式、準官方代表機構，實質處理原由大使館辦理的業務。

## 类型

### 官方代表机构

#### 海峽兩岸
1949年兩岸分治後，由於中華人民共和國方面主張「一个中国政策」，與之建交的國家即與退守台灣的中華民國斷交，但因商貿往來，往往以「駐臺商務代表處」或「駐臺北辦事處」等名義上的民間機構處理與中華民國外交關係，這些代表處人員往往是遣自該國外交部。另一種模式則是設置「在台協會」，例如。美國於1979年設立美國在台協會、法國於1978年10月先在台設立「法亞貿易促進會」，及後與1980年設立之「法國文化科技中心」整併為法國在台協會。德國於2002年設立德國在台協會駐台辦公。英國則以「英國貿易文化辦事處」運作至2015年5月26日，2015年5月27日更名為英國在台辦事處運作。中華民國駐外機構通常則以「臺北經濟文化代表處」或「台北代表處」處理證件簽發與當地政府關係。
至於1997年以前在英國管治下的香港，當時的新華社香港分社被稱為「北京的實質大使館」。原本英國政府建議中華人民共和國政府在香港設置總領事館，然而中華人民共和國政府選擇用新華社作為名稱，因不欲在「自己的領土」內設置總領事館。1997年香港回歸後，新華社香港分社的外交業務在1997年7月1日後改由外交部特派員公署負責，其餘代表中央政府的職責於2000年拆出成為中聯辦，新華社香港分社只負責新聞業務。
中华人民共和国目前在非正式建交国海地设有具有领事职能的中国海地贸易发展办事处，另外在馬紹爾群島設有留守組。在与圣多美和普林西比、巴拿马和多米尼加等国复交或建交前，中华人民共和国也在当地分别设有中国驻圣多美和普林西比联络处、中国巴拿马贸易发展办事处和中国驻多米尼加贸易发展办事处。此前，中华人民共和国在日本、美国、以色列、南非和韩国也曾有类似办事机构，分别以中国中日备忘录贸易办事处驻东京联络处、中华人民共和国驻美国联络处、中国国际旅行社总社驻特拉维夫办事处、中国国际商会驻汉城代表处和中国国际问题研究所驻比勒陀利亚南非研究中心名义运营。

#### 其他地區
兩德統一之前，雖然東德認為兩德為兩個主權國家，但西德並不承認東德為政權主體，因此兩國互設「常駐代表處」處理兩德事務，但事實上，其等級就是大使館，法源是基於《兩德基礎條約》的第八條設立。
辛巴威前身政治實體——羅德西亞在1965年推動單方獨立脫英宣言時，同時著手在葡萄牙首都里斯本設立「羅德西亞駐葡萄牙代表處」，並自行宣布任命「外交代表處長」領導館務，負責代表未獲國際普遍承認為國家的羅德西亞在葡萄牙的利益，事實上作為雙邊政府的溝通渠道，並持續運作至1970年代。
基於種族隔離政策，南非與鄰國不建立正式外交關係，但雙邊互設「貿易代表處」（如辛巴威、莫三比克、模里西斯）。其後於1994年，這些商務代表因南非重新加入英聯邦而升格為高級專員。

### 利益代表處
在某下情況下國與國雙方並未正式建交，為了推動雙邊關係，這些國家往往會以中立的第三方使領館名義設立利害關係窗口，是為利益代表處。
例如美國在瑞士駐伊朗的大使館下設立「利益代表處」作為代表窗口，反之伊朗也在巴基斯坦駐美大使館名下設立「利益代表處」作為對應窗口。
1977年至2015年，美國在瑞士駐古巴大使館下設代表處，古巴在瑞士駐美大使館下設立代表處。
先例又如福克蘭戰爭時期（1982年），英國與阿根廷互為交戰國而無正式外交來往，英國於瑞士駐阿根廷大使館下設立代表處、阿根廷則在巴西駐英大使館下設立代表處，作為對英窗口單位。1992年兩國恢復邦交後才中止此狀態。
1990年至2003年，伊拉克在約旦駐英大使館內設代表處與英國來往。
1975年印尼入侵剛從葡萄牙獨立的東帝汶，葡萄牙與印尼斷交。葡萄牙在荷蘭駐印尼大使館內設代表處，印尼在泰國駐葡萄牙大使館下設立代表處，處理雙邊關係。
由於自蘇聯解體以來的高度緊張關係之故，亞塞拜然跟亞美尼亞遲遲未建立正式的外交關係，而兩國皆以伊朗駐彼此的大使館作為各自對彼此的利益代表處。詳見亚美尼亚—阿塞拜疆关系一文。

## 列表
| 國家                                    | 外交代表機構                             | 雙邊關係                   | 備註 |
| --------------------------------------- | ---------------------------------------- | -------------------------- | --- |
| 加拿大 → 中華民國                       | 加拿大駐台北貿易辦事處                   | 中華民國—加拿大關係        | 1986年設立。曾另設有高雄貿易辦事處，現已關閉。 |
| 古巴 → 美国                             | 瑞士駐美國大使館古巴利益代表處           | 古巴—美國關係              | 在雙方關係正常化後，古巴駐美國大使館於2015年重開。 |
| 加拿大 → 伊朗                           | 意大利驻伊朗大使馆加拿大利益代表处       | 加拿大—伊朗关系            | 自2012年两国断交以來，在意大利駐伊朗大使館下運作。 |
| 伊朗 → 加拿大                           | 阿曼驻加拿大大使馆伊朗利益代表处         | 加拿大—伊朗关系            | 自2012年两国断交以來，在阿曼驻加拿大大使馆下運作。 |
| 法國 → 中華民國                         | 法國在台協會                             | 中華民國—法國關係          | |
| 德国 → 中華民國                         | 德國在台協會                             | 中華民國—德國關係          | |
| 荷蘭 → 中華民國                         | 荷蘭在台辦事處                           | 中華民國—荷蘭關係          | |
| 印度 → 中華民國                         | 印度－台北協會                           | 中華民國—印度關係          | |
| 伊朗 → 美国                             | 巴基斯坦駐美國大使館伊朗利益代表處       | 伊朗—美国关系              | |
| 日本 → 中華民國                         | 日本台灣交流協會                         | 中華民國—日本關係          | |
| 俄羅斯 → 中華民國                       | 莫斯科台北經濟文化協調委員會             | 中華民國—俄羅斯關係        | 1996年設立。 |
| 中華民國 → 索馬利蘭                     | 台湾驻索马里兰共和国代表处               | 中華民國—索馬利蘭關係      | 2020年设立。 |
| 索馬利蘭 → 中華民國                     | 索马里兰共和国驻台湾代表处               | 中華民國—索馬利蘭關係      | 2020年设立。 |
| → 日本                                  | 旅日朝鮮人總聯合會                       | 日本—朝鮮關係              | 为朝鮮在日實質外交代表机构。 |
| 北賽普勒斯 → 美国                       | 北塞浦路斯駐美代表處                     | 北塞浦路斯外交             | |
| 北賽普勒斯 → 联合国                     | 北塞浦路斯駐紐約代表處                   | 北塞浦路斯外交             | |
| 北賽普勒斯 → 世界各國                   | 北塞浦路斯駐外代表處                     | 北塞浦路斯外交             | |
| 巴勒斯坦 → 世界各國                     | 巴勒斯坦駐外總代表團、特別代表團、大使館 | 巴勒斯坦對外關係           | |
| 撒拉威阿拉伯民主共和國 → 世界各國       | 阿拉伯撒哈拉民主共和國駐外機構列表       | 阿拉伯撒哈拉民主共和國外交 | |
| 中華民國 → 立陶宛                       | 駐立陶宛台灣代表處                       | 中華民國—立陶宛關係        | 2021年設立。 |
| 中華民國 → 與中華人民共和國有邦交的各國 | 臺北駐外經濟文化代表處                   | 中華民國外交               | 立陶宛除外。 |
| 英国 → 中華民國                         | 英國在台辦事處                           | 中華民國—英國關係          | |
| 美国 → 古巴                             | 瑞士駐古巴大使館美國利益代表處           | 古巴—美國關係              | 在雙方關係正常化後，美國駐古巴大使館於2015年重開。 |
| 美国 → 伊朗                             | 瑞士駐伊朗大使館美國利益代表處           | 伊朗—美國關係              | 自1979年伊朗人質危機以來，在瑞士駐伊大使館下運作。 |
| 美国 → 叙利亚                           | 捷克駐敘利亞大使館美國利益代表處         | 敘利亞—美國關係            | 因敘利亞局勢動蕩，自2012年2月6日起美國駐敘利亞大使館已停止日常運作。 |
| 美国 → 中華民國                         | 美國在台協會                             | 中華民國—美國關係          | 美國自1979年1月1日起與中華人民共和國建交，並承認「中華人民共和國政府是中國的唯一合法政府」，旋即改以民間非營利組織身份「美國在台協會」延續臺美關係。但美國在台協會的負責人員主要來自美國國務院的外交官。 |
| 中华人民共和国 → 海地                   | 中国海地贸易发展办事处                   | 中华人民共和国—海地关系    | 1997年1月设立。 |
| 海地 → 中华人民共和国                   | 海地中国贸易发展办事处                   | 中华人民共和国—海地关系    | 1998年2月设立。 |
| 中華民國 → 香港                         | 臺北經濟文化辦事處                       | 中華民國—香港關係          | 2011年前稱「中華旅行社」 |
| 香港 → 中華民國                         | 香港經濟貿易文化辦事處                   | 中華民國—香港關係          | 於2021年5月起暫停運作 |
| 中華民國 → 澳門                         | 臺北經濟文化辦事處                       | 中華民國—澳門關係          | |
| 澳門 → 中華民國                         | 澳門經濟文化辦事處                       | 中華民國—澳門關係          | |
| 中華民國 → 联合国                       | 駐紐約臺北經濟文化辦事處                 | 中華民國—聯合國關係        | 中華民國在1971年退出聯合國，於是從那一年開始就改由駐紐約領事館（1979以後改稱駐紐約台北經濟文化辦事處）負責美國紐約州事務兼聯合國事務。                                                                   |